# 胸膜腔
胸膜腔（pleural cavity）是肺部和胸腔内壁之间因为覆盖胸肺两面的胸膜（壁层胸膜和臟層胸膜）反摺包圍而形成的潜在空间，左右胸腔各有一個。胸膜腔內含有由顶部胸膜分泌的潤滑体液（胸膜液），可以降低肺脏表面和胸壁之間的滑动摩擦系数，使得呼吸时肺叶在胸腔内可以比较自由的产生形变。
胸膜腔在正常情况下几乎是完全塌陷的，同时因为肺部自身的组织弹性和表面张力而形成负压，在呼吸肌收缩使得胸腔体积增大时可以连带着牵引肺泡一同扩张产生低于大气压的内腔压强，外部的新鲜空气因此会被吸入呼吸道，为气体交换创造条件。如果胸膜腔出现病变（比如漏入空气、胸腔积液、积血或积脓）导致正常的生理负压被破坏或出现邻近胸膜间显著粘连，呼吸功能就会受阻，甚至可以压迫纵隔干扰循环系统威胁生命，有极大概率必须要接受胸外科手术介入并在术后一段时间内坚持负压引流才能康复。

## 來源
- Light, Richard W. . Lippincott Williams & Wilkins. 2007. ISBN 978-0781769570.

## 外部連結
- Photo of dissection （页面存档备份，存于） at kenyon.edu